# Katy Hudson (álbum)
Katy Hudson es el álbum de estudio debut de la cantante estadounidense del mismo nombre, más tarde conocida como Katy Perry. Fue publicado el 6 de marzo de 2001 por Red Hill Records. El álbum, a diferencia de los álbumes posteriores que la dieron a conocer en todo el mundo, incorpora principalmente elementos de rock cristiano y música cristiana contemporánea con temas líricos sobre la infancia, la adolescencia y la fe de Hudson en Dios. Antes de su lanzamiento, Red Hill quebró, lo que le impidió comercializar y promocionar el álbum, que posteriormente vendió unas 200 copias y recibió críticas mixtas.

## Antecedentes
Criada en un hogar conservador y por padres pastores, Hudson pasó la mayor parte de su infancia con música góspel, ya que la música secular no estaba permitida. A los 15 años empezó a dedicarse a la música y empezó a grabar maquetas y a aprender a escribir canciones, lo que llamó la atención de Red Hill Studios, que le firmó un contrato. Hudson empezó entonces a trabajar en su álbum debut Katy Hudson.

## Música y letras

### Temas e influencias
Katy Hudson vio a Hudson explorando el rock cristiano y la música cristiana contemporánea (CCM).Entre lo que se describió como una dirección alternativa había influencias prominentes del pop rock. Durante una entrevista para su página web oficial, Hudson citó a Jonatha Brooke, Jennifer Knapp, Diana Krall y Fiona Apple como sus influencias musicales. Se dijo que el álbum evitaba el bubblegum pop y evocaba a las cantantes de pop cristiano Rachael Lampa y Jaci Velasquez.

### Canciones
«Trust in Me», «Naturally» y «My Own Monster» se decía que capturaban «la soledad, el miedo y la duda a menudo atribuidos a los adolescentes».
El primero presenta cuerdas «inquietantes» con «electrónica efectos» y «sólidas raíces rockeras». Un tema agresivo, «Piercing», describe el encaprichamiento de la gente con las cosas prescindibles. En «Piercing», Hudson canta: «Señor, ayúdame a ver la realidad / Que todo lo que siempre necesitaré eres Tú».«Last Call» fue escrita por Hudson mientras leía el libro Last Call for Help: Changing North America One Teen at a Time, escrito por Dawson McAllister. Musicalmente, Hudson se adentra en un sonido más orientado al jazz. Hudson describió «Growing Pains» como un himno para los niños y adolescentes, explicando que la sociedad comparte una imagen errónea de ellos, a menudo viéndolos como individuos que no creen o no saben mucho acerca de Dios.
«Faith Won't Fail» se inspira en que la fe siempre basta en situaciones y capítulos bíblicos; y Hudson comentó sobre «Search Me»: "Luchaba con el hecho de que tendría la enorme responsabilidad de cómo afectaría a los demás lo que yo hiciera o dijera en el escenario. No quiero aparentar que todo va bien cuando no es así. Quería ser realista, pero dar esperanza a la gente". El disco se cierra con «When There's Nothing Left», que se ha descrito como una «nítida y limpia “nota de amor” a Dios».

## Lanzamiento y promoción
El álbum salió a la venta el 6 de marzo de 2001. Se editó en dos formatos: CD estándar y cinta de casete. El álbum fue un fracaso comercial para la quebrada Red Hill Records, vendiendo sólo entre 100 y 200 copias.

### Gira
Para promocionar el álbum, Hudson realizó la gira Strangely Normal Tour, con Phil Joel, Earthsuit y V*Enna y más tarde se embarcó en 46 actuaciones en solitario por todo Estados Unidos.
| Presentaciones en solitario | Presentaciones en solitario | Presentaciones en solitario | Presentaciones en solitario              |
| Fecha                       | Ciudad                      | Estado                      | Lugar                                    |
| --------------------------- | --------------------------- | --------------------------- | ---------------------------------------- |
| Norteamérica                |                             |                             |                                          |
| 6 de septiembre de 2001     | Sherman                     | Texas                       | Austin College Auditorium                |
| 7 de septiembre de 2001     | San Antonio                 | Texas                       | University United Methodist Church       |
| 8 de septiembre de 2001     | Abilene                     | Texas                       | Hardin–Simmons University                |
| 9 de septiembre de 2001     | Austin                      | Texas                       | Westlake Bible Church                    |
| 11 de septiembre de 2001    | Wichita Falls               | Texas                       | The Wichita Theater                      |
| 13 de septiembre de 2001    | Dallas                      | Texas                       | The Door                                 |
| 14 de septiembre de 2001    | Norman                      | Oklahoma                    | Common Ground CoffeeHouse                |
| 15 de septiembre de 2001    | Houston                     | Texas                       | 1st Baptist Church-Metro Worship         |
| 16 de septiembre de 2001    | Bryan                       | Texas                       | VFW Wall                                 |
| 19 de septiembre de 2001    | Lubbock                     | Texas                       | Indiana Avenue Baptist Church            |
| 21 de septiembre de 2001    | Bartlesville                | Oklahoma                    | Bartlesville Wesleyan College            |
| 22 de septiembre de 2001    | Shiloam Springs             | Arkansas                    | JBU Cathedral of the Ozarks              |
| 23 de septiembre de 2001    | Jonesboro                   | Arkansas                    | First Baptist Church                     |
| 26 de septiembre de 2001    | Arkadelphia                 | Arkansas                    | Ouchita Baptist University               |
| 28 de septiembre de 2001    | Grove City                  | Arkansas                    | Grove City College (Crawford Auditorium) |
| 29 de septiembre de 2001    | Grantham                    | Arkansas                    | Messiah College (Brewbaker Auditorium)   |
| 3 de octubre de 2001        | Malibu                      | California                  | Pepperdine University                    |
| 6 de octubre de 2001        | Deerfield                   | Illinois                    | Trinity College                          |
| 7 de octubre de 2001        | Bolingbrook                 | Illinois                    | Westbrook Christian Church               |
| 9 de octubre de 2001        | Upland                      | Indiana                     | Taylor University                        |
| 11 de octubre de 2001       | Toledo                      | Ohio                        | University of Toledo                     |
| 12 de octubre de 2001       | Dubuque                     | Iowa                        | Emmaus Bible College Auditorium          |
| 13 de octubre de 2001       | Wilmore                     | Kentucky                    | Asbury College                           |
| 14 de octubre de 2001       | Nashville                   | Tennessee                   | Belcourt Theater                         |
| 15 de octubre de 2001       | Nashville                   | Tennessee                   | Belcourt Theater                         |
| 16 de octubre de 2001       | Lafayette                   | Indiana                     | University Church at Purdue University   |
| 18 de octubre de 2001       | Bloomington                 | Illinois                    | Sherwood Oaks Christian                  |
| 20 de octubre de 2001       | Grand Rapids                | Míchigan                    | Ground Floor, Res Life Church            |
| 21 de octubre de 2001       | Milwaukee                   | Wisconsin                   | Crossroads Presbyterian                  |
| 22 de octubre de 2001       | New Brighton                | Minnesota                   | O'Shaughnessy Education Center           |
| 23 de octubre de 2001       | Sioux Falls                 | South Dakota                | University of Sioux Falls                |
| 25 de octubre de 2001       | Colorado Springs            | Colorado                    | Vanguard Church                          |
| 26 de octubre de 2001       | Boulder                     | Colorado                    | Flat Irons Theater                       |
| 27 de octubre de 2001       | Denver                      | Colorado                    | Regis University Auditorium              |
| 28 de octubre de 2001       | Buena Vista                 | Colorado                    | Mountain Heights Baptist                 |
| 31 de octubre de 2001       | Hattiesburg                 | Misisipi                    | William Carey College (Smith Auditorium) |
| 1 de noviembre de 2001      | Gainesville                 | Florida                     | Florida Theater                          |
| 2 de noviembre de 2001      | Tallahassee                 | Florida                     | Lawton Chiles Auditorium                 |
| 4 de noviembre de 2001      | Orlando                     | Florida                     | Wesley Foundation                        |
| 9 de noviembre de 2001      | West Palm                   | Florida                     | Palm Beach Atlantic College              |
| 11 de noviembre de 2001     | Clemson                     | South Carolina              | Clemson University                       |
| 12 de noviembre de 2001     | Montgomery                  | Alabama                     | The Train Shed                           |
| 13 de noviembre de 2001     | Auburn                      | Alabama                     | Auburn University                        |
| 16 de noviembre de 2001     | Columbia                    | South Carolina              | Shandon Baptist Church                   |
| 17 de noviembre de 2001     | Elon                        | North Carolina              | 1st United Methodist Church of Elon      |
| 18 de noviembre de 2001     | Harrisonburg                | Virginia                    | Court Square Theater                     |

### Charts
La canción «Trust in Me» pasó dos semanas en la lista Radio & Records Christian Rock, alcanzando el número 17. «Search Me» también apareció en la lista Christian CHR, permaneciendo tres semanas y alcanzando el número 23.

## Crítica
En general, el álbum recibió críticas mixtas por parte de la crítica. [Stephen Thomas Erlewine]] de AllMusic otorgó al disco tres estrellas de cinco, afirmando que con el álbum, Hudson había «traicionado una pesada, pesada deuda con Alanis Morissette». Erlewine describió el sonido general del disco como «el tipo de muro de sonido agresivo y sobreproducido que algunos rockeros CCM hacen para demostrar que son contemporáneos».
El escritor de Christianity Today Russ Breimeier se mostró positivo con Katy Hudson, destacando el estilo de composición de Hudson por ser «perspicaz y estar bien adaptado al poder emocional» de la música de Hudson. Además, consideraba a Hudson un «joven talento» y esperaba escuchar más de ella en el próximo año. Del mismo modo, Tony Cummings de Cross Rhythms también consideraba a Hudson un «talento vocal», recomendando a los lectores que escucharan el álbum.  Andy Argyrakis, de The Phantom Tollbooth, declaró que el hecho de que Hudson se hubiera criado en la iglesia había «merecido la pena», y señaló que «aunque se trata de una mera ligereza pop, es difícil ignorar la sinceridad y la madurez lírica de Hudson. «  DEP de Billboard, también calificando a Hudson de talento, clasificó el disco como “colección de rock moderno texturizado que es arenilla y vulnerabilidad a partes iguales” e “impresionante”. 

## Actualidad
Katy Hudson es el único álbum con influencias de música cristiana de Hudson, que posteriormente adoptó Katy Perry como nombre artístico. Tras el aumento de su popularidad, las copias vendidas anteriormente de Katy Hudson se han convertido en un objeto codiciado entre sus fans. Actualmente, el álbum no está disponible en ningún servicio de streaming.

## Lista de canciones
Créditos extraídos de las notas al pie de Katy Hudson

| N.º   | Título                      | Producer(s)    | Duración |  |
| 1.    | «Trust in Me»               | Otto Price     | 4:46     |  |
| 2.    | «Piercing»                  | Collier        | 4:07     |  |
| 3.    | «Search Me»                 | Collier        | 5:01     |  |
| 4.    | «Last Call»                 | David Browning | 3:07     |  |
| 5.    | «Growing Pains»             | Browning       | 4:05     |  |
| 6.    | «My Own Monster»            | Browning       | 5:25     |  |
| 7.    | «Spit»                      | Price          | 5:10     |  |
| 8.    | «Faith Won't Fail»          | Price          | 5:14     |  |
| 9.    | «Naturally»                 | Browning       | 4:33     |  |
| 10.   | «When There's Nothing Left» | Browning       | 6:45     |  |
| 48:11 |                             |                |          |  |

## Personal
Adaptado de las notas de Katy Hudson.
- Katy Hudson - voz principal (1-10), coros (2, 7, 8)
- Tommy Collier - producción (2, 3), guitarras acústicas (1), guitarras (3), teclados (2, 3), loops (2, 3)
- Otto Price - producción (1, 7, 8), sintetizadores (1, 7, 8), bajo (1, 2, 4-10), loops (2), programación (1, 7, 8), B-3 (1, 8), guitarras adicionales (7, 8)
- Scott Faircloff - piano (2), teclados (2, 3), wurlitzer (3)
- David Browning - producción (4-6, 9, 10), teclados y programación (4-6, 9, 10), B-3 (7), piano (8), arreglos de cuerda (5, 9, 10)
- Chris Graffagnino - guitarras (4-6, 9, 10)
- Barry Graul - guitarras eléctricas de 12 cuerdas (1), guitarras (7, 8)
- Tony Morra - batería (2-6, 9, 10)
- Scott Williamson - batería (7, 8)
- Greg Herrington - batería (1), batería adicional (7)
- Matt Pierson - bajo (3)
- Jeffrey Scot Wills - saxofón (4)
- Otto Price, III - guitarra wah (8)
- David McMullan - metales (7)
- Kim Palsma - viento madera (1, 8)
- David Davidson - violín (1, 7)
- Kristin Wilkinson - viola (1, 7)
- John Catchings - violonchelo (1, 7)
- Mark Stuart (de Audio Adrenaline) - coros (1)
- Stacy Tiernan - coros (3)